# Menheniot
 (septembre 2023).
Menheniot est une paroisse civile et un village des Cornouailles, en Angleterre.